# Mohammed Emara
Mohamed Emara (16 giugno 1974) è un ex calciatore egiziano, di ruolo centrocampista.